# Famille de Bonne
La famille de Bonne est un lignage noble appartenant à l'ancienne noblesse chevaleresque du Languedoc venu s'installer, selon la tradition dans le Dauphiné, au XIIIe siècle. Sa filiation remonterait à cette période et elle s'éteint au XVIIe siècle.

## Histoire
D'après le Père Anselme de Sainte-Marie, le premier membre connu de cette famille est Bosonet de Bonne qui donna ce qu'il possédait sur les terres de Champsaur, en démembrement, au Dauphin Guigues VII, en 1250. Tous les premiers Bonne rendirent hommage aux Dauphins.
Les différentes branches de la famille s'éteignent au XVIIe siècle.
En 1600, Roger de Bonne, de la branche d'Auriac, acquiert les terres et titre de la vicomté de Tallard, sur Charles-Henri de Clermont.
Le titre de duc de Lesdiguières et pair de France, a été créé en 1611 par Louis XIII en faveur de François de Bonne (1543-1626) et de Charles de Créquy, prince de Poix, son gendre.
En 1719, les terres du duché seront acquises par Camille d'Hostun.

## Branches
Gustave de Rivoire de La Bâtie relevait trois branches principales :
- les Diguières, dite de Lesdiguières ;
- la branche d'Auriac, seigneurs de La Batie-Neuve, de Tallard et de la Rochette ;
- branche de Laser, qui passe en Languedoc

Les suivantes sont également mentionnées[réf. nécessaire] :
- Bonne de Sénégas, éteinte avec Anne de Bonne de Sénégas mariée à Charles de Durand, dame de Sénégas, décédée après 1576
- Bonne de Lesdiguières, éteinte vers 1620 dans la famille de Créquy et qui donna les Bonne de Créquy
- Bonne de Rochefort, éteinte vers 1670
- Bonne d'Auriac, éteinte vers 1688 dans la famille d'Hostun
- Bonne d'Allod, éteinte vers 1668

## Titres
- Seigneur de Sénégas
- Seigneur de Rochefort
- Seigneur d'Auriac[4]
- Seigneur d'Allod
- Seigneur de La Bâtie-Neuve[5],[6]
- Vicomte de Tallard
- Marquis de Vizille
- Duc de Lesdiguières

## Alliances
- Dauphiné : de Durand, de Veynes, de Theys, Martin de Champoléon, de L'Olivier, d'Arbalestrier, de Revilliasc, de Tholozan, de Dorgoise, de Montauban, de Reynard, de Laye, de Gauthier, de Poncet, du Puy-Montbrun, de la Piarre, du Serre, de Flotte, de Grolée, d'Agoult, de Bernard, de Gras, de Blosset, de Roux, de Gaillard de Bellaffaire.
- Autre:  de Castellane, d'Hostun, de Blanchefort-Créquy.

## Armes
| Blason | Blasonnement : De gueules, au lion d'or, armé et lampassé d'azur, au chef d'azur, chargé de trois roses d'argent. |

## Personnalités
- Raymond de Bonne (?-1395), évêque de Vaison
- Jean de Bonne, participa à la bataille de Marignan[8]
- François de Bonne (1543-1626), connétable et maréchal de France, 1er duc de Lesdiguières.
- François de Bonne de Rochefort (?-1650), lieutenant colonel du régiment de Sault.
- François de Bonne, gouverneur d'Embrun

## Demeures
- Château de Tallard
- Château de Vizille